# Bjugn
Bjugn was een gemeente in de Noorse provincie Trøndelag. De gemeente telde 4822 inwoners in januari 2017. Per 2020 werd Bjugn toegevoegd aan de vergrote gemeente Ørland.
De schaatshal in Bjugn, Fosenhallen, heeft een ruimte voor een schaatsbaan, een ijshockeybaan, een curlingbaan, een hardloopbaan, een voetbalveld en een klimwand. Op 18 en 19 november 2011 werd hier de tweede wereldbekerwedstrijd schaatsen voor junioren verreden.
De plaats Lysøysund maakt deel uit van de gemeente.
Åfjord · Flatanger · Frosta · Frøya · Grong · Heim · Hitra · Holtålen · Høylandet · Inderøy · Indre Fosen · Leka · Levanger · Lierne · Malvik ·  Melhus · Meråker · Midtre Gauldal · Nærøysund · Namsos · Namsskogan · Oppdal · Orkland · Ørland · Osen · Overhalla · Rennebu · Rindal · Røros · Røyrvik · Selbu · Skaun · Snåsa · Steinkjer · Stjørdal · Trondheim · Tydal · Verdal

Fylker van Noorwegen